# 314
314 (CCCXIV) fue un año común comenzado en viernes del calendario juliano, en vigor en aquella fecha.
En el Imperio romano, el año fue nombrado como el del consulado de Rufio y Aniano, o menos comúnmente, como el 1067 Ab Urbe condita, adquiriendo su denominación como 314 a principios de la Edad Media, al establecerse el anno Domini.

## Acontecimientos

### Imperio Romano
- Guerra entre Constantino y Licinio. Licinio es derrotado y pierde todo su territorio europeo.

#### Religión
- 31 de enero: Silvestre I es elegido papa de la Iglesia católica.
- 30 de agosto: Concilio de Arlés. Condenando así la herejía del donatismo de manera formal
- El Sínodo de Ankara proclama que consultar un mago se declara un pecado.
- Alejandro se convierte en obispo de Bizancio.
- Concilio de Ilíberis (Granada).

## Nacimientos
- Libanio, sofista griego

## Fallecimientos
- 11 de enero: Melquíades, papa católico entre 311 y 314.
- San Metrofanes, obispo de Bizancio.